# ʿAbd Allāh ibn al-Zubayr
ʿAbd Allāh ibn al-Zubayr b. al-ʿAwam al-Asadī al-Qurashī (عبد الله بن الزبير بن العوام الأسدي القرشي; Medina, 624 – La Mecca, 2 novembre 692) è stato un sahabi (Compagno del Profeta), figlio di al-Zubayr b. al-ʿAwwām e Asmāʾ bt. Abī Bakr, figlia del primo califfo Abū Bakr e nipote di ʿĀʾisha, una delle mogli di Maometto.
Fu uno dei primi nati subito dopo l'Egira dei musulmani meccani a Yahtrib, poi chiamata Medina.
Dopo un'importante carriera militare sotto il terzo califfo, prese parte con ʿĀʾisha e suo padre alla rivolta contro il quarto califfo, ʿAlī. Nel 656. combatté per Muʿāwiya, il primo califfo omayyade, ma rifiutò di giurare fedeltà al suo successore Yazīd I. Dopo la morte di questi nel 683, si dichiarò califfo, ritenendo di avere maggior meriti rispetto a quelli assai flebili del figlio di Muʿāwiya, e riuscì a resistere agli Omayyadi per dieci anni dal suo quartier generale fissato a Mecca. 
Dopo la sua sconfitta nel 692, fu decapitato e il suo cadavere fu crocifisso.

## Biografia
ʿAbd Allāh era un membro del clan dei Banu Asad dei Quraysh. Suo padre, al-Zubayr ibn al-ʿAwwam, era stato un Compagno di Maometto. Oltre ad essere nipote di ʿĀʾisha, era anche parente del Profeta, in quanto sua nonna era zia paterna di Muḥammad.
Durante la gioventù, ʿAbd Allāh fu un attivo partecipante nelle campagne militari musulmane contro i Bizantini e i Sasanidi. Nel 636 prese parte insieme al padre alla battaglia del Yarmūk e, in seguito, guidò l'esercito contro i Bizantini nella battaglia di Sbeitla del 647.
ʿUthman ibn ʿAffān, il terzo califfo, lo considerava un soldato fedele e capace. In seguito, entrò a far parte delle guardie del corpo di ʿUthmān e fu tra chi lo difese al momento dell'assedio finale della Dār al-Imāra (la residenza califfale).
Fu nominato anche membro della commissione che curò la redazione ufficiale del Corano e fece parte dei dodici uomini che seppellirono ʿUthmān dopo il suo assassinio nel 656.

### Prima Fitna
Quando suo padre si unì alla ribellione di ʿĀʾisha contro il Califfo ʿAlī, ʿAbd Allāh lo accompagnò nella famosa “Battaglia del Cammello”, nota come la prima Fitna (guerra civile), nel corso della quale suo padre fu ucciso mentre ʿAbd Allāh fu ferito.

### La rivolta di Ibn al-Zubayr (o "Seconda Fitna")
Ibn al-Zubayr giurò fedeltà a Muʿāwiya quando questo contese il califfato ad ʿAlī, ma, quando Muʿāwiya nominò suo figlio Yazīd perché gli succedesse e chiese che fosse riconosciuto come tale, ʿAbd Allāh b. al-Zubayr si rifiutò di dare il proprio consenso.
Muʿāwiya, temendo che egli potesse rappresentare una minaccia per la successione del figlio, lo inserì in un elenco di potenziali sobillatori.
Dopo essere subentrato al padre, Yazīd spedì un inviato a Medina per assicurarsi che Ibn al-Zubayr prestasse il giuramento di fedeltà (bayʿa), ma questi indugiò e poi fuggì alla Mecca senza giurare.
Dopo la morte di al-Husayn ibn Ali, il 10 Muharram 61 (10 ottobre 680), nella Battaglia di Kerbela, ʿAbd Allāh sembra si esprimesse a favore del sistema della Shūra (consultazione), come meccanismo per scegliere il califfo senza che si seguisse il criterio della successione dinastica.
Presto, ʿAbd Allāh stabilì il suo potere in Iraq, Arabia meridionale, Siria e in alcune parti dell'Egitto.
Trasse grande profitto dall'insoddisfazione del popolo nei confronti degli Omayyadi, che venivano considerati usurpatori, visto che l'elezione di Muʿāwiya era avvenuta senza alcuna shūra, così come quella di Yazīd.

Quest'ultimo spedì contro di lui alla Mecca il fratello di ʿAbd Allāh, Muṣʿab b. al-Zubayr, a lui fortemente ostile, ma questi fallì, fu catturato, frustato, imprigionato e morì a causa delle ferite riportate. Parlando dal minbar, ʿAbd Allāh b. al-Zubayr lodò al-Ḥusayn e attaccò Yazīd, il quale, tentò di stroncare la sua ribellione invadendo l'Hijaz nel 683, ma la sua morte improvvisa comportò la fine della campagna e provocò confusione tra gli Omayyadi.
ʿAbd Allāh ebbe l'appoggio di numerosi oppositori degli Omayyadi, inclusi, almeno inizialmente, i Kharigiti. Solo dopo la morte di Yazīd, ʿAbd Allāh assunse formalmente il califfato (che gli studiosi, visto l'esito, definiscono "anticaliffato"), promettendo di governare secondo il Corano, la sunna del Profeta e l'esempio dei primi quattro califfi, in questo non differenziandosi da ʿUthmān b. ʿAffān che in tal senso si espresse in occasione della sua elezione, ovviamente riferendosi all'esempio dei due soli Califfi che lo avevano preceduto (ʿAlī ibn Abī Ṭālib invece affermò di volersi rifare per il suo eventuale Califfato al Corano, alla tradizione del Profeta).
Furono coniate monete con la sua effigie e si guadagnò il giuramento di fedeltà di alcune importanti città in Egitto, Palestina e Siria, tra cui Damasco.
Questo essenzialmente spezzò l'impero islamico in due parti, con due califfi diversi.
Prima della sua sconfitta definitiva, Ibn al-Zubayr perse l'Egitto e la Siria, il che, insieme alle ribellioni riuscite in Iraq da parte dei Kharigiti, che avevano abbandonato la sua causa, ridusse il suo potere alla sola zona meridionale del Hijaz.
A Medina, gli Ansar dichiararono la loro indipendenza da Damasco e scelsero un loro proprio leader.

### ʿAbd al-Malik
Ibn Zubayr fu infine sconfitto dal califfo ʿAbd al-Malik b. Marwān che inviò il suo generale al-Ḥajjāj b. Yūsuf per riunificare l'impero islamico. Al-Ḥajjāj - dopo essersi impadronito dell'Iraq, caduto per qualche tempo sotto il controllo di al-Mukhtar - sconfisse e uccise Ibn al-Zubayr sul campo di battaglia nel 692, decapitandolo e crocifiggendone il  corpo, ristabilendo, così, il controllo degli Omayyadi sulla Dār al-Islām. Dopo una decade Ibn al-Zubayr era così stato sconfitto.
La sua rivolta fu considerata la seconda fitna dell'Islam, ma se egli fosse riuscito a porre fine al potere degli Omayyadi, essa avrebbe guadagnato una descrizione più positiva da parte degli storici, anche se quelli di orientamento alide seguitarono ad accusare gli Omayyadi di usurpazione del potere, di favorire i membri della loro famiglia e di governare come se il califfato fosse un loro personale possesso.
ʿAbd al-Malik permise comunque che il corpo di Ibn al-Zubayr fosse seppellito a Medina nella casa di Ṣafiyya bt. Ḥuyayy b. Akhṭab, l'israelita che fu l'undicesima moglie del profeta Maometto, marito di sua zia materna.

## Critica storica
Considerato responsabile della seconda guerra civile dell'Islam, Ibn al-Zubayr ha i suoi detrattori e sostenitori.
Vi fu un dibattito tra i musulmani sul fatto che una ribellione contro un califfo ingiusto fosse permessa o proibita. I kharigiti dissero di sì ma molti risposero che proteggere l'unità e la stabilità della comunità era migliore della fitna.
Gli scrittori fedeli agli Omayyadi lo dipingono come un eretico che aveva profanato il Sacro Santuario di Mecca e diviso la Umma. Spesso viene definito un anti-califfo. Quelli che lo sostengono, invece, lo vedono come uno dei pochi in grado di mettere in discussione la legittimità degli Omayyadi.